# Teodor Szybiłło
Teodor Szybiłło (ur. 1873 w Pniewie, zm. 15 lipca 1937 w Łodzi) – poseł do Sejmu Ustawodawczego RP.

## Życiorys
Ukończył szkołę podstawową i 2 klasy gimnazjum w Łomży, a następnie szkołę medyczną w Warszawie. Następnie przeprowadził się do Łodzi. Otworzył salon fryzjerski oraz był współzałożycielem Resursy Rzemieślniczej w Łodzi. W 1905 roku dołączył do Narodowego Związku Robotniczego. Był członkiem zarządu Związku Unarodowienia Szkół w Łodzi. W 1907 został aresztowany za działalność polityczną na rozkaz Nikołaja Kaznakowa. Był członkiem komitetów wyborczych do I, II i III Dumy. Uczestniczył w pracach zarządu Macierzy Szkolnej oraz towarzystw „Wiedza” i „Sokół”. Należał do współorganizatorów I wystawy Rzemieślniczo-Przemysłowej w Łodzi. Wraz ze Stanisławem Wagnerem zainicjował ufundowanie dzwonu dzwonu „Zygmunt” dla katedry św. Stanisława Kostki.
W okresie okupacji niemieckiej podczas I wojny światowej działał w Obywatelskim Komitecie Niesienia Pomocy Biednym. W tym czasie został oskarżony przez Niemców o zdradę stanu i postawiony przed sądem wojennym, co zakończyło się wyrokiem uniewinniającym. W wyborach do Rady Miejskiej w dniach 15–24 stycznia 1917 roku został wybrany z ramienia Polskiego Mieszczańskiego Komitetu Wyborczego do Rady Miejskiej w Łodzi, następnie został członkiem Rady Stanu. 26 stycznia 1919 roku został wybrany do Sejmu Ustawodawczego RP (1919–1922) z ramienia Zjednoczenia Mieszczańskiego jako poseł ziemi sieradzkiej i wieluńskiej. W latach 1920–1925 był członkiem Rady Rzemieślniczej przy Ministerstwie Przemysłu i Handlu. Został odznaczony Krzyżem Niepodległości. Według „Księgi Adresowej m. Łodzi, 1937–1939”: „Szybiłło Teodor, biuralista, zam. przy ul. Radwańskiej 73".
Został pochowany na cmentarzu na Zarzewie.